# Inspektorat Graniczny Straży Celnej „Dolina”

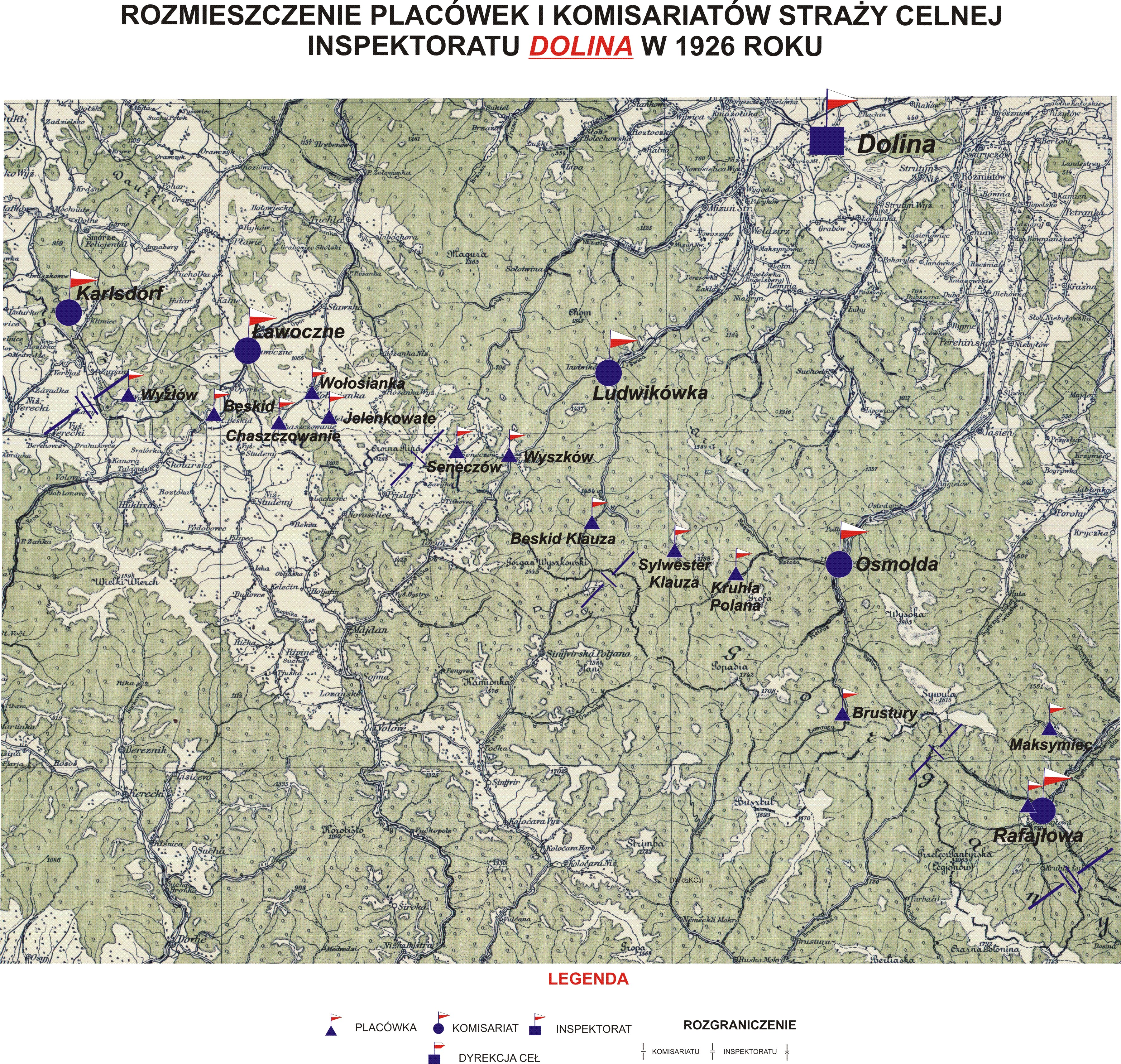
Rozmieszczenie placówek i komisariatów SC Inspektoratu „Dolina” w 1926

Inspektorat Straży Celnej „Dolina” – jednostka organizacyjna Straży Celnej pełniąca służbę ochronną na granicy polsko-czechosłowackiej w latach 1921–1928.

## Formowanie i zmiany organizacyjne
Na wniosek Ministerstwa Skarbu, uchwałą z 10 marca 1920 roku, powołano do życia Straż Celną. Od połowy 1921 roku jednostki Straży Celnej rozpoczęły przejmowanie odcinków granicy od pododdziałów Batalionów Celnych. Proces tworzenia Straży Celnej trwał do końca 1922 roku. Inspektorat Straży Celnej „Dolina”, wraz ze swoimi komisariatami i placówkami granicznymi, znalazł się w podporządkowaniu Dyrekcji Ceł „Lwów”. W 1926 roku w skład inspektoratu wchodziły 4 komisariaty i 13 placówek Straży Celnej.
Rozporządzeniem ministra skarbu z 30 czerwca 1927 roku rozpoczęto reorganizację Straży Celnej. Inspektorat Straży Celnej „Dolina” został rozwiązany, a komisariaty weszły w skład nowego inspektoratu granicznego .

## Służba graniczna
Sąsiednie inspektoraty
- Inspektorat Straży Celnej „Sambor” ⇔ Inspektorat Straży Celnej „Worochta”

## Funkcjonariusze inspektoratu
Obsada personalna w 1927:
- kierownik inspektoratu – komisarz Władysław Dubielski
- pomocnik kierownik inspektoratu – podkomisarz Aleksander Dobrzański
- funkcjonariusze młodsi:

starszy strażnik Jan Kaczmarek (326)
strażnik Zenon Teleśnicki (2017)
strażnik Bronisław Grzywak (1882)

## Struktura organizacyjna
Organizacja inspektoratu w 1926 roku:
- komenda – Dolina
- komisariat Straży Celnej „Rafajłowa”
- komisariat Straży Celnej „Ludwikówka”
- komisariat Straży Celnej „Osmołoda”
- komisariat Straży Celnej „Ławoczne”